# Węgry na Mistrzostwach Świata w Lekkoatletyce 2011
Węgry na Mistrzostwach Świata w Lekkoatletyce 2011 – reprezentacja Węgier na mistrzostwa świata liczyła 12 zawodników.
Dyskobol Zoltán Kővágó (15. miejsce w eliminacjach) został zdyskwalifikowany za doping i jego rezultat został anulowany.

## Występy reprezentantów Węgier

### Mężczyźni

#### Konkurencje biegowe
| Konkurencja                | Zawodnik    | Runda 1  | Runda 1 | Runda 2  | Runda 2 | Półfinał | Półfinał | Finał    | Finał   |
| Konkurencja                | Zawodnik    | Rezultat | Pozycja | Rezultat | Pozycja | Rezultat | Pozycja  | Rezultat | Pozycja |
| -------------------------- | ----------- | -------- | ------- | -------- | ------- | -------- | -------- | -------- | ------- |
| Bieg na 800 m              | Tamás Kazi  |          |         | 1:48,29  | 31      | 1:46,53  | 16       |          |         |
| Bieg na 110 m przez płotki | Balázs Baji |          |         | 14,06    | 30      |          |          |          |         |

#### Konkurencje techniczne
| Pchnięcie kulą | Lajos Kürthy   | 20,02 m   | 14   |         |   |  |  |
| Rzut dyskiem   | Róbert Fazekas | NM        | –    |         |   |  |  |
| Rzut dyskiem   | Zoltán Kővágó  | (62,16 m) | (15) |         |   |  |  |
| Rzut młotem    | Krisztián Pars | 77,21 m   | 4 q  | 81,18 m | 2 |  |  |
| Rzut młotem    | Kristóf Németh | 74,09 m   | 16   |         |   |  |  |

### Kobiety

#### Konkurencje biegowe
| Konkurencja      | Zawodnik          | Runda 1  | Runda 1 | Runda 2  | Runda 2 | Półfinał | Półfinał | Finał    | Finał   |
| Konkurencja      | Zawodnik          | Rezultat | Pozycja | Rezultat | Pozycja | Rezultat | Pozycja  | Rezultat | Pozycja |
| ---------------- | ----------------- | -------- | ------- | -------- | ------- | -------- | -------- | -------- | ------- |
| Bieg na 10 000 m | Krisztina Papp    |          |         |          |         |          |          | 32:56,02 | 16      |
| chód na 20 km    | Victória Madarász |          |         |          |         |          |          | DQ       | DQ      |

#### Konkurencje techniczne
| Konkurencja    | Zawodnik     | Eliminacje | Eliminacje | Finał    | Finał   |
| Konkurencja    | Zawodnik     | Rezultat   | Pozycja    | Rezultat | Pozycja |
| -------------- | ------------ | ---------- | ---------- | -------- | ------- |
| Rzut młotem    | Éva Orbán    | 68,89 m    | 13         |          |         |
| pchnięcie kulą | Anita Márton | 17,04 m    | 22         |          |         |

| Konkurencja | Zawodnik       | 100 m p.p. | 100 m p.p. | Skok wzwyż | Skok wzwyż | Pchnięcie kulą | Pchnięcie kulą | 200 m | 200 m | Skok w dal | Skok w dal | Rzut oszczepem | Rzut oszczepem | 800 m   | 800 m | Finał | Finał |
| Konkurencja | Zawodnik       | Rez.       | Pkt.       | Rez.       | Pkt.       | Rez.           | Pkt.           | Rez.  | Pkt.  | Rez.       | Pkt.       | Rez.           | Pkt.           | Rez.    | Pkt.  | Rez.  | Poz.  |
| ----------- | -------------- | ---------- | ---------- | ---------- | ---------- | -------------- | -------------- | ----- | ----- | ---------- | ---------- | -------------- | -------------- | ------- | ----- | ----- | ----- |
| Siedmiobój  | Györgyi Farkas | 14,32      | 934        | 180 cm     | 978        | 12,75 m        | 711            | 26,35 | 767   | 578 cm     | 783        | 42,15 m        | 709            | 2:14,33 | 902   | 5784  | 24    |